# Ulla Löfgren
Ulla Karin Birgitta Löfgren, född 16 oktober 1943 i Umeå, är en svensk politiker (moderat), som var riksdagsledamot 1994–1998 och 2002–2008, invald för Västerbottens läns valkrets.
I valet 1998 stod Löfgren på valbar plats på valsedeln, men förlorade sin riksdagsplats till Anders Sjölund, som fick 13,64 procent av personvalsrösterna mot Löfgrens 11,02 procent. I valet 2002 var förhållandet det omvända, och det var Löfgren som tog tillbaka riksdagsplatsen genom att hon fick fler personvalsröster än Sjölund.
Löfgren var ledamot i näringsutskottet (2002–2006) och trafikutskottet (2006–2008). Löfgren lämnade sin riksdagsplats 2008 och efterträddes då av Ulf Grape.
Till yrket är hon ingenjör.